# Frosinone (provins)
Frosinone  er en italienske provins på øen Lazio.
Hovedstaden for provinsen er Frosinone, som også har givet navn til provinsen.

## Kommuner
- Acquafondata
- Acuto
- Alatri
- Alvito
- Amaseno
- Anagni
- Aquino
- Arce
- Arnara
- Arpino
- Atina
- Ausonia
- Belmonte Castello
- Boville Ernica
- Broccostella
- Campoli Appennino
- Casalattico
- Casalvieri
- Cassino
- Castelliri
- Castelnuovo Parano
- Castro dei Volsci
- Castrocielo
- Ceccano
- Ceprano
- Cervaro
- Colfelice
- Colle San Magno
- Collepardo
- Coreno Ausonio
- Esperia
- Falvaterra
- Ferentino
- Filettino
- Fiuggi
- Fontana Liri
- Fontechiari
- Frosinone
- Fumone
- Gallinaro
- Giuliano di Roma
- Guarcino
- Isola del Liri
- Monte San Giovanni Campano
- Morolo
- Paliano
- Pastena
- Patrica
- Pescosolido
- Picinisco
- Pico
- Piedimonte San Germano
- Piglio
- Pignataro Interamna
- Pofi
- Pontecorvo
- Posta Fibreno
- Ripi
- Rocca d'Arce
- Roccasecca
- San Biagio Saracinisco
- San Donato Val di Comino
- San Giorgio a Liri
- San Giovanni Incarico
- San Vittore del Lazio
- Sant'Ambrogio sul Garigliano
- Sant'Andrea del Garigliano
- Sant'Apollinare
- Sant'Elia Fiumerapido
- Santopadre
- Serrone
- Settefrati
- Sgurgola
- Sora
- Strangolagalli
- Supino
- Terelle
- Torre Cajetani
- Torrice
- Trevi nel Lazio
- Trivigliano
- Vallecorsa
- Vallemaio
- Vallerotonda
- Veroli
- Vicalvi
- Vico nel Lazio
- Villa Latina
- Villa Santa Lucia
- Villa Santo Stefano
- Viticuso

42°N 13°Ø / 42°N 13°Ø